# Ivoorkust op de Olympische Zomerspelen 1976
Ivoorkust nam deel aan de Olympische Zomerspelen 1976 in Montréal, Canada. Ivoorkust en Senegal waren de enige twee Afrikaanse landen die de Spelen niet boycotten.

## Deelnemers en resultaten
(m) = mannen, (v) = vrouwen 

### Atletiek
| Olympiër                                                  | Discipline      | Resultaat | Prestatie                                                                      |
| --------------------------------------------------------- | --------------- | --------- | ------------------------------------------------------------------------------ |
| Amadou Meïté                                              | 100m (m)        | 10e       | serie 2: 2de in 10,53 kwartfinale 3: 3de in 10,45 halve finale 2: 6de in 10,46 |
| Georges Kablan Degnan                                     | 200m (m)        | 9e        | serie 3: 3de in 21,57 kwartfinale 2: 2de in 20,91 halve finale 1: 5de in 21,14 |
| Avognan Nogboun                                           | 400m (m)        | 34e       | serie 6: 6de in 48,24                                                          |
| Kraarsene Konan Degnan Kablan Gastom Kouadio Meite Amadou | 4x100m (m)      | 14e       | serie 1: 6de in 40,23 halve finale 1: 7de in 40,64                             |
| Brou Kouakou                                              | verspringen (m) | 28e       | kwalificatie: 28ste met 7,20m                                                  |
| Jacques Aye Abehi                                         | speerwerpen (m) | 17e       | kwalificatie groep B: 8ste met 78,40m                                          |
|                                                           |                 |           |                                                                                |
| Célestine N'Drin                                          | 400m (v)        | 35e       | serie 4: 7de in 54,13                                                          |
| Célestine N'Drin                                          | 800m (v)        | 26e       | serie 3: 6de in 2.04,54                                                        |

Amerikaanse Maagdeneilanden · Andorra · Antigua en Barbuda · Argentinië · Australië · Bahama's · Barbados · België · Belize · Bermuda · Bolivia · Bondsrepubliek Duitsland · Brazilië · Bulgarije · Canada · Chili · Colombia · Costa Rica · Cuba · Denemarken · Dominicaanse Republiek · Duitse Democratische Republiek · Ecuador · Egypte · Fiji · Filipijnen · Finland · Frankrijk · Griekenland · Groot-Brittannië · Guatemala · Haïti · Honduras · Hongarije · Hongkong · Ierland · IJsland · India · Indonesië · Iran · Israël · Italië · Ivoorkust · Jamaica · Japan · Joegoslavië · Kaaimaneilanden · Kameroen · Koeweit · Libanon · Liechtenstein · Luxemburg · Maleisië · Marokko · Mexico · Monaco · Mongolië · Nederland · Nederlandse Antillen · Nepal · Nicaragua · Nieuw-Zeeland · Noord-Korea · Noorwegen · Oostenrijk · Pakistan · Panama · Papoea-Nieuw-Guinea · Paraguay · Peru · Polen · Portugal · Puerto Rico · Roemenië · San Marino · Saoedi-Arabië · Senegal · Singapore · Sovjet-Unie · Spanje · Suriname · Thailand · Trinidad en Tobago · Tsjecho-Slowakije · Tunesië · Turkije · Uruguay · Venezuela · Verenigde Staten · Zuid-Korea · Zweden · Zwitserland